# Enjoy the Silence
„Enjoy the Silence“ е 24-тият сингъл на Депеш Мод във Великобритания и втори от албума „Violator“. Излиза в класациите на 19 април 1990 г. Издаден е повторно като сингъл през 2004 като част от проекта с ремикси „Remixes 81 – 04“, под името „Enjoy the Silence (Reinterpreted)“ или накратко „Enjoy the Silence 04“. Тази версия на песента е ремиксирана от Майк Шинода от Линкин Парк.
Това е една от най-известните песни на Depeche Mode и кавъри ѝ правят много групи и изпълнители, сред които Keane, Тори Еймъс, Lacuna Coil, Apoptygma Berzerk.
Песента е написана от Мартин Гор и замислена като бавна балада, изпълнена на хармониум, в която Гор пее. Алън Уайлдър вижда в песента потенциал за хит сингъл и я пренаписва, като променя структурата и засилва темпото. Резултатът е харесан, Гор изсвирва китарните партии, а вокалите поема Дейвид Геън. Демото все пак е направено и в хармониум-вариант с Гор на вокалите и издадено в малък тираж на винил.